# NGC 5755
NGC 5755 (również PGC 52690 lub UGC 9507) – galaktyka spiralna z poprzeczką (SBd?), znajdująca się w gwiazdozbiorze Wolarza.

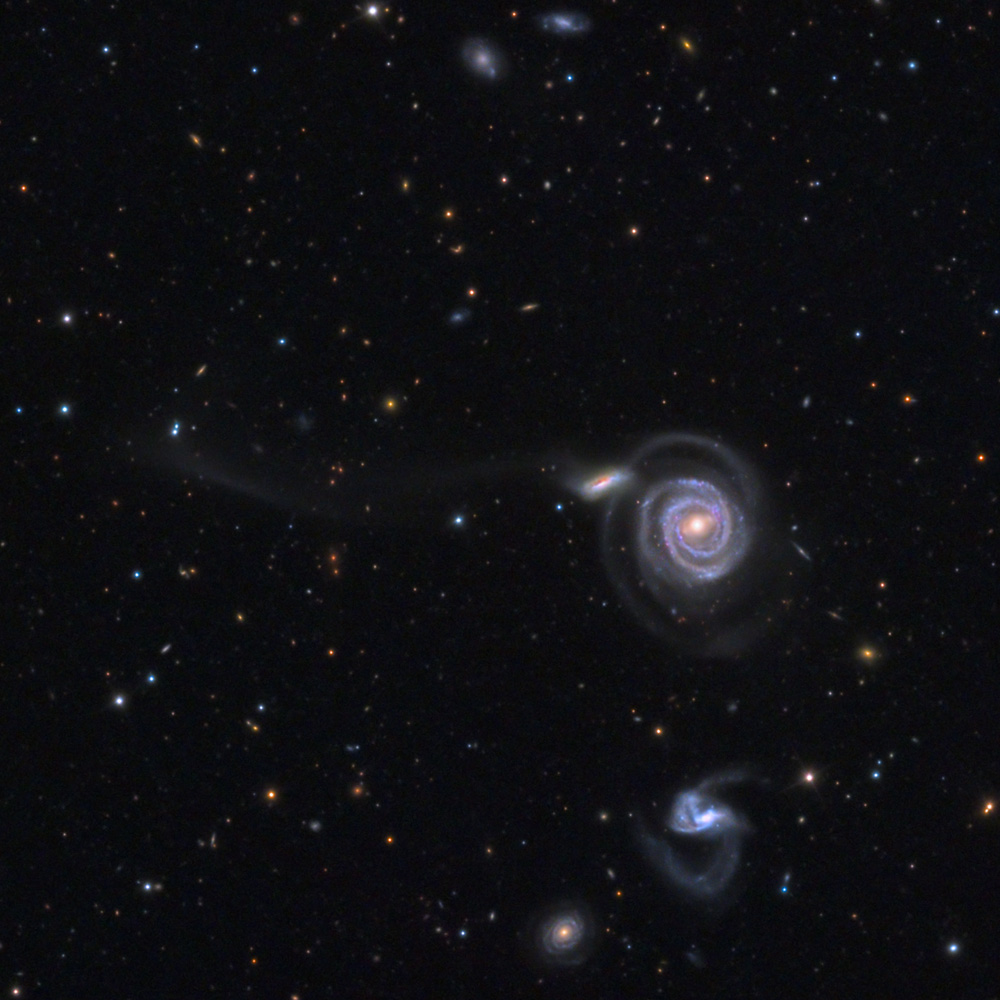
Arp 297. NGC 5755 to galaktyka u dołu z prawej, mała galaktyka poniżej i na lewo od niej to NGC 5753 (Mount Lemmon SkyCenter)

Galaktykę tę odkrył William Herschel 16 maja 1787 roku, czyli tej samej nocy co widoczną w pobliżu NGC 5754, jednak nie opublikował wyników tej obserwacji w żadnych ze swoich katalogów, stąd też społeczność astronomów przez długi czas nie była świadoma tego odkrycia. Niezależnie odkrył ją Lawrence Parsons 1 kwietnia 1878 roku.
Wraz z galaktykami NGC 5752, NGC 5753 i NGC 5754 została skatalogowana jako Arp 297 w Atlasie Osobliwych Galaktyk Haltona Arpa. Jednak tylko jedna z nich, NGC 5753, prawdopodobnie znajduje się w zbliżonej odległości od Ziemi (około 427 mln lat świetlnych) i być może oddziałuje z nią grawitacyjnie, o czym miałby świadczyć zaburzony kształt NGC 5755. Według niektórych pomiarów NGC 5753 może jednak mieć znacznie wyższe przesunięcie ku czerwieni niż NGC 5755 (baza SIMBAD podaje wartość 0,05970 z publikacji z 2013 roku), co oznaczałoby, że znajduje się w dużo większej odległości i nie ma żadnego fizycznego związku między tymi galaktykami.